# John McCarthy (hockey sur glace)
Pour les articles homonymes, voir John MacCarthy (homonymie) et Mac Carthy.
John McCarthy (né le 9 août 1986 à Boston dans l'État du Massachusetts aux États-Unis) est un joueur professionnel américain de hockey sur glace. Il évolue au poste d'ailier gauche.

## Biographie
Après avoir joué une saison avec les Buccaneers de Des Moines dans la United States Hockey League, il part jouer en 2005 avec l'équipe de hockey des Terriers de l'Université de Boston dans le championnat universitaire de la NCAA. Au terme de sa première saison, il sélectionné par les Sharks de San José au repêchage d'entrée de 2006 dans la Ligue nationale de hockey. Après trois autres saisons avec les Terriers, McCarthy commence sa carrière professionnelle lors de la saison 2009-2010 en jouant pour les Sharks de Worcester, club-école de San José dans la Ligue américaine de hockey. Le 9 janvier 2010, il joue son premier match dans la LNH lors d'un match des Sharks de San José contre les Red Wings de Détroit.
Le 8 juillet 2014, il s'entend à titre d'agent libre avec les Blues de Saint-Louis. Il ne reste qu'une saison avec ces derniers avant de retourner au sein de l'organisation des Sharks.

## Statistiques

### En club
| Saison     | Équipe                   | Ligue      |    | Saison régulière | Saison régulière | Saison régulière | Saison régulière | Saison régulière |   | Séries éliminatoires | Séries éliminatoires | Séries éliminatoires | Séries éliminatoires | Séries éliminatoires |
| Saison     | Équipe                   | Ligue      | PJ | B                | A                | Pts              | Pun              | PJ               | B | A                    | Pts                  | Pun                  |                      |                      |
| 2004-2005  | Buccaneers de Des Moines | USHL       | 60 | 8                | 10               | 18               | 32               | -                | - | -                    | -                    | -                    |                      |                      |
| 2005-2006  | Terriers de Boston       | NCAA       | 32 | 2                | 2                | 4                | 12               | -                | - | -                    | -                    | -                    |                      |                      |
| 2006-2007  | Terriers de Boston       | NCAA       | 39 | 2                | 3                | 5                | 18               | -                | - | -                    | -                    | -                    |                      |                      |
| 2007-2008  | Terriers de Boston       | NCAA       | 38 | 4                | 3                | 7                | 24               | -                | - | -                    | -                    | -                    |                      |                      |
| 2008-2009  | Terriers de Boston       | NCAA       | 45 | 6                | 23               | 29               | 24               | -                | - | -                    | -                    | -                    |                      |                      |
| 2009-2010  | Sharks de Worcester      | LAH        | 74 | 15               | 27               | 42               | 39               | 11               | 2 | 3                    | 5                    | 10                   |                      |                      |
| 2009-2010  | Sharks de San José       | LNH        | 4  | 0                | 0                | 0                | 0                | -                | - | -                    | -                    | -                    |                      |                      |
| 2010-2011  | Sharks de San José       | LNH        | 37 | 2                | 2                | 4                | 8                | -                | - | -                    | -                    | -                    |                      |                      |
| 2010-2011  | Sharks de Worcester      | LAH        | 25 | 7                | 5                | 12               | 13               | -                | - | -                    | -                    | -                    |                      |                      |
| 2011-2012  | Sharks de Worcester      | LAH        | 65 | 20               | 27               | 47               | 41               | -                | - | -                    | -                    | -                    |                      |                      |
| 2011-2012  | Sharks de San José       | LNH        | 10 | 0                | 0                | 0                | 10               | -                | - | -                    | -                    | -                    |                      |                      |
| 2012-2013  | Sharks de Worcester      | LAH        | 65 | 9                | 16               | 25               | 12               | -                | - | -                    | -                    | -                    |                      |                      |
| 2013-2014  | Sharks de San José       | LNH        | 36 | 1                | 1                | 2                | 4                | -                | - | -                    | -                    | -                    |                      |                      |
| 2013-2014  | Sharks de Worcester      | LAH        | 13 | 3                | 4                | 7                | 9                | -                | - | -                    | -                    | -                    |                      |                      |
| 2014-2015  | Wolves de Chicago        | LAH        | 25 | 5                | 3                | 8                | 11               | -                | - | -                    | -                    | -                    |                      |                      |
| 2014-2015  | Sharks de Worcester      | LAH        | 35 | 9                | 9                | 18               | 8                | -                | - | -                    | -                    | -                    |                      |                      |
| 2015-2016  | Barracuda de San José    | LAH        | 67 | 16               | 29               | 45               | 22               | 4                | 0 | 0                    | 0                    | 0                    |                      |                      |
| 2015-2016  | Sharks de San José       | LNH        | 1  | 0                | 0                | 0                | 0                | -                | - | -                    | -                    | -                    |                      |                      |
| 2016-2017  | Barracuda de San José    | LAH        | 67 | 19               | 14               | 33               | 26               | 15               | 2 | 5                    | 7                    | 18                   |                      |                      |
| 2017-2018  | Barracuda de San José    | LAH        | 56 | 10               | 16               | 26               | 18               | 4                | 0 | 1                    | 1                    | 0                    |                      |                      |
| 2018-2019  | Barracuda de San José    | LAH        | 67 | 13               | 17               | 30               | 26               | 4                | 1 | 2                    | 3                    | 0                    |                      |                      |
| 2019-2020  | Barracuda de San José    | LAH        | 18 | 4                | 0                | 4                | 8                | -                | - | -                    | -                    | -                    |                      |                      |
| Totaux LNH | Totaux LNH               | Totaux LNH | 88 | 3                | 3                | 6                | 22               | -                | - | -                    | -                    | -                    |                      |                      |

### En équipe nationale
| Année | Équipe     | Compétition     |   | PJ | B | A | Pts | Pun      |  | Résultat |
| 2018  | États-Unis | Jeux olympiques | 5 | 0  | 0 | 0 | 2   | 7e place |  |          |